# Fire Emblem Fates
Fire Emblem Fates: Birthright (Japans: ファイアーエムブレムif 白夜王国, Faia Emuburemu Ifu Byakuya Oukoku; Fire Emblem Als: Koninkrijk van de Witte Nacht), Fire Emblem Fates: Conquest (Japans: ファイアーエムブレムif 暗夜王国, Faia Emuburemu Ifu Anya Oukoku; Fire Emblem Als: Koninkrijk van de Duistere Nacht) en Fire Emblem Fates: Revelation (Japans: ファイアーエムブレムif インビジブル・キングダム; Fire Emblem Als: Onzichtbaar Koninkrijk) zijn spellen voor de Nintendo 3DS uit de Fire Emblem computerspelserie. Birthright en Conquest zijn op 20 mei 2016 in Europa uitgekomen, en de downloadbare inhoud voor Revelation is op 9 juli 2016 uitgekomen.

## Gameplay
Aan het begin van het spel krijgt de speler de mogelijkheid om het hoofdfiguur aan te passen. De naam, geslacht en het uiterlijk zijn door de speler aan te passen. De standaardnaam van de hoofdfiguur is Corrin.
In het spel zijn er drie moeilijkheidsgraden: Normal, Hard en Lunatic. Er zijn ook instellingen voor hoe het spel omgaat met verslagen karakters. In Classic, zal een verslagen karakter, net als in eerdere Fire Emblem-spellen, een permanent death krijgen. Door permanent death kan een karakter niet terugkeren in het spel. In Casual zullen verslagen karakters terugkeren na het gevecht. Er is ook een nieuwe Phoenix-mode hierin kunnen verslagen karakters in hetzelfde gevecht nog terugkeren.
De moeilijkheid van de verschillende versies in het algemeen zijn ook verschillend. Fire Emblem Fates: Birthright lijkt het meest op Fire Emblem Awakening, waarin de speler de mogelijkheid heeft om karakters te trainen en extra geld te krijgen. Fire Emblem Fates: Conquest lijkt meer op oudere spellen in de serie. De mogelijkheid om extra geld te krijgen en om karakters extra te trainen zijn niet beschikbaar in Conquest, ook zijn de scenario's in Conquest lastiger. Revelation combineert verschillende elementen van Birthright en Conquest.
Fire Emblem Fates introduceert "My Castle", dit dient als een hub. De speler kan hier een basis voor een leger maken, winkels openen en met andere karakters interacteren. Spelers kunnen via StreetPass elkaars Castles bezoeken.

## Figuren
Fire Emblem Fates introduceert 81 nieuwe speelbare karakters. Niet alle karakters zijn in alle versies speelbaar. Vier karakters: Marth, Ike, Robin en Lucina komen uit eerdere spellen en zijn door middel van amiibo in Fire Emblem Fates te krijgen.
De hoofdfiguren uit Fire Emblem Fates zijn:
- Corrin - Een prins/prinses van Hoshido, grootgebracht in Nohr. De hoofdpersoon.
- Azura - Een songstress uit Nohr, maar grootgebracht in Hoshido.
- Garon - De koning van Nohr.
- Mikoto - De koningin van Hoshido.
- Xander - Een prins van Nohr.
- Ryoma - Een prins van Hoshido.
- Anankos - Een Draak die uit is op de vernietiging van de mensheid.

| Naam      | Standaardklasse           | Versie(s)                      |
| --------- | ------------------------- | ------------------------------ |
| Corrin    | Nohr Prince/Nohr Princess | Birthright Conquest Revelation |
| Azura     | Songstress                | Birthright Conquest Revelation |
| Felicia   | Maid                      | Birthright Conquest Revelation |
| Jakob     | Butler                    | Birthright Conquest Revelation |
| Silas     | Cavalier                  | Birthright Conquest Revelation |
| Kaze      | Ninja                     | Birthright Conquest Revelation |
| Mozu      | Villager                  | Birthright Conquest Revelation |
| Shura     | Adventurer                | Birthright Conquest Revelation |
| Ryoma     | Swordmaster               | Birthright Revelation          |
| Hinoka    | Sky Knight                | Birthright Revelation          |
| Takumi    | Archer                    | Birthright Revelation          |
| Sakura    | Shrine Maiden             | Birthright Revelation          |
| Saizo     | Ninja                     | Birthright Revelation          |
| Kagero    | Ninja                     | Birthright Revelation          |
| Azama     | Monk                      | Birthright Revelation          |
| Setsuna   | Archer                    | Birthright Revelation          |
| Hinata    | Samurai                   | Birthright Revelation          |
| Oboro     | Spear Fighter             | Birthright Revelation          |
| Hana      | Samurai                   | Birthright Revelation          |
| Subaki    | Sky Knight                | Birthright Revelation          |
| Hayato    | Diviner                   | Birthright Revelation          |
| Kaden     | Kitsune                   | Birthright Revelation          |
| Orochi    | Diviner                   | Birthright Revelation          |
| Rinkah    | Oni Savage                | Birthright Revelation          |
| Reina     | Kinshi Knight             | Birthright Revelation          |
| Scarlet   | Wyvern Lord               | Birthright Revelation          |
| Xander    | Paladin                   | Conquest Revelation            |
| Camilla   | Malig Knight              | Conquest Revelation            |
| Leo       | Dark Knight               | Conquest Revelation            |
| Elise     | Troubadour                | Conquest Revelation            |
| Laslow    | Mercenary                 | Conquest Revelation            |
| Peri      | Cavalier                  | Conquest Revelation            |
| Selena    | Mercenary                 | Conquest Revelation            |
| Beruka    | Wyvern Rider              | Conquest Revelation            |
| Odin      | Dark Mage                 | Conquest Revelation            |
| Niles     | Outlaw                    | Conquest Revelation            |
| Effie     | Knight                    | Conquest Revelation            |
| Arthur    | Fighter                   | Conquest Revelation            |
| Nyx       | Dark Mage                 | Conquest Revelation            |
| Charlotte | Fighter                   | Conquest Revelation            |
| Benny     | Knight                    | Conquest Revelation            |
| Keaton    | Wolfskin                  | Conquest Revelation            |
| Flora     | Maid                      | Conquest Revelation            |
| Gunther   | Great Knight              | Conquest Revelation            |
| Yukimura  | Mechanist                 | Birthright                     |
| Izana     | Onmyoji                   | Birthright Conquest            |
| Fuga      | Master of Arms            | Revelation                     |
| Kana      | Nohr Prince/Nohr Princess | Birthright Conquest Revelation |
| Shigure   | Sky Knight                | Birthright Conquest Revelation |
| Dwyer     | Troubadour                | Birthright Conquest Revelation |
| Sophie    | Cavalier                  | Birthright Conquest Revelation |
| Midori    | Apothecary                | Birthright Conquest Revelation |
| Shiro     | Spear Fighter             | Birthright                     |
| Kiragi    | Archer                    | Birthright                     |
| Asugi     | Ninja                     | Birthright                     |
| Selkie    | Kitsune                   | Birthright                     |
| Hisame    | Samurai                   | Birthright                     |
| Mitama    | Shrine Maiden             | Birthright                     |
| Caeldori  | Sky Knight                | Birthright                     |
| Rhajat    | Diviner                   | Birthright                     |
| Siegbert  | Cavalier                  | Conquest                       |
| Forrest   | Troubadour                | Conquest                       |
| Ignatius  | Knight                    | Conquest                       |
| Velouria  | Wolfskin                  | Conquest                       |
| Percy     | Wyvern Rider              | Conquest                       |
| Ophelia   | Dark Mage                 | Conquest                       |
| Soleil    | Mercenary                 | Conquest                       |
| Nina      | Outlaw                    | Conquest                       |
| Anna      | Outlaw                    | Birthright Conquest Revelation |
| Marth     | Lodestar                  | Birthright Conquest Revelation |
| Ike       | Vanguard                  | Birthright Conquest Revelation |
| Robin     | Grandmaster               | Birthright Conquest Revelation |
| Lucina    | Great Lord                | Birthright Conquest Revelation |
| Lloyd     | Berserker                 | Birthright Conquest Revelation |
| Liewelyn  | Berserker                 | Birthright Conquest Revelation |
| Nichol    | Malig Knight              | Birthright Conquest Revelation |
| Candace   | Adventurer                | Birthright Conquest Revelation |
| Daniela   | Strategist                | Birthright                     |
| Haitaka   | Spear Fighter             | Conquest                       |
| Kumagera  | Oni Chieftain             | Conquest                       |
| Tarba     | Berserker                 | Birthright Revelation          |
| Funke     | Adventurer                | Birthright Revelation          |
| Daichi    | Basara                    | Birthright Revelation          |
| Gazak     | Berserker                 | Conquest Revelation            |
| Senno     | Apothecary                | Conquest Revelation            |
| Zhara     | Mercenary                 | Conquest Revelation            |

| Naam         | Klasse                                  |
| ------------ | --------------------------------------- |
| Garon        | Nohrian King Blight Dragon Empty Vessel |
| Mikoto       | Priestress                              |
| Sumeragi     | Swordmaster                             |
| Arete        | Strategist                              |
| Lilith       | Astral Dragon                           |
| Anankos      | Silent Dragon                           |
| Kilma        | Sorcerer                                |
| Rainbow Sage | Rainbow Sage                            |
| Iago         | Sorcerer                                |
| Hans         | Berserker                               |
| Kotaro       | Master Ninja                            |
| Omozu        | Ninja                                   |
| Anthony      | Villager                                |
| Zola         | Dark Mage Sorcerer                      |
| Layla        | Songstress                              |
| Cassita      | Geen                                    |

## Plot
Fire Emblem Fates volgt het verhaal van de prins/prinses Corrin en zijn/haar positie in een oorlog tussen de twee rijken Nohr en Hoshido. Nohr en Hoshido hebben een geschiedenis van conflict. Om de spanningen te verminderen heeft de Hoshidaanse koningin Mikoto een magisch veld om Hoshido geplaatst. Het veld zorgt ervoor dan Nohriaanse troepen hun strijdlust verliezen zodra ze over de Nohriaans-Hoshidaanse grens gekomen zijn. Als reactie hierop stuurt Nohr zielloze monsters genaamd faceless, deze worden niet beïnvloed door het magische veld.
Corrin is in de koninklijke familie van Hoshido geboren, maar is op jonge leeftijd ontvoerd en grootgebracht door de koninklijke familie van Nohr.
Corrin wordt door de Nohriaanse koning Garon naar een diepe kloof op de grens van Nohr en Hoshido gestuurd om het fort dat boven de kloof gebouwd is te inspecteren. Het blijkt dat er Hoshidaanse troepen zich in het fort bevinden. Hans, een berserker die door Garon is meegestuurd met Corrin, provoceert een conflict met de Hoshidaanse troepen. Wat er tot leidt dat Corrin gevangengenomen wordt door de Hoshidaanse troepen, die Corrin als de vermiste prins/prinses herkennen.
Eenmaal in Hoshido aangekomen, wordt Corrin verwelkomt door de Hoshidaanse koninklijke familie. Corrin leert hier over zijn/haar ontvoering als kind en hoe Corrin bij Hoshido hoort.
Wanneer Corrin in de hoofdstad van Hoshido is, probeert iemand Corrin te vermoorden. Koningin Mikoto beschermt Corrin ten koste van haar eigen leven. Door de dood van koningin Mikoto, wordt het magische veld, dat Hoshido beschermt gedeactiveerd, wat de mogelijkheid voor Nohr om een invasie te beginnen opent. In de nasleep van het gevecht krijgt Corrin het legendarische zwaard Yato.
Er vindt een veldslag plaats tussen de Nohriaanse en Hoshidaanse legers. Corrin is hier aanwezig, evenals de Nohriaanse en de Hoshidaanse koninklijke familie. Hier wordt Corrin gedwongen om een kant te kiezen in het conflict.

### Fire Emblem Fates: Birthright
In Birthright kiest Corrin om aan de kant van Hoshido te staan.
Aan het begin van Birthright moet Corrin Hoshido beschermen tegen een Nohriaanse invasie. Tijdens deze invasie krijgt Corrin van de Hoshidaanse prinses Hinoka te horen dat de Hoshidaanse prinsen Ryoma en Takumi vermist zijn. Na het terugvinden van Ryoma en Takumi, besluit Hoshido om een aanval op Nohr te beginnen om de oorlog te beëindigen.
Het lukt Corrin om Garon te verslaan en Nohr en Hoshido kunnen in vrede naast elkaar bestaan.

### Fire Emblem Fates: Conquest
In Conquest kiest Corrin om aan de kant van Nohr te staan.
Corrin probeert van binnenuit Nohr te veranderen. Koning Garon blijkt niet de werkelijke Garon te zijn. Na hier achter gekomen te zijn besluit Corrin om er voor te zorgen dat de nep-Garon op een magische troon in het rijk van Hoshido gaat zitten, waardoor de vermomming van nep-Garon zal verdwijnen. Corrin confronteert de bedrieger die zich voordeed als Garon. Na het verslaan van nep-Garon ontstaat er een alliantie tussen Nohr en Hoshido.

### Fire Emblem Fates: Revelation
In Revelation kiest Corrin geen kant.
Nohr en Hoshido zien Corrin als een verrader, waardoor Corrin genoodzaakt is te vluchten naar het verborgen rijk Valla. Azura vertelt hoe een Draak genaamd Anankos de koning van Valla vermoord heeft en een vloek heeft gebruikt waardoor iedereen die buiten de grenzen van Valla over Valla spreekt zal sterven.
Anankos blijkt de mensheid uit te willen roeien, dit probeert hij onder andere door zich voor te doen als de Koning Garon en andere personen te bezitten. Corrin probeert Nohr en Hoshido te verenigen om Anankos te verslaan.
Nadat Anankos is verslagen, leven de drie rijken Nohr, Hoshido en Valla in vrede met elkaar.

## Soundtrack
De muziek van Fire Emblem Awakening is door meerdere componisten gemaakt. Hiroki Morishita en Rei Kondoh werkten voor Fire Emblem Fates al aan Fire Emblem Awakening. Takeru Kanazaki en Yasuhisa Baba, bekend van hun werk voor WarioWare en Masato Kouda die bekend is van zijn werk voor Monster Hunter, hebben ook muziek voor Fire Emblem Fates gemaakt. Dit was hun eerste Fire Emblem-spel waarvoor ze muziek componeerden. Yuka Tsujiyoko fungeerde als leidinggevende, veel van zijn werk van eerdere Fire Emblem-spellen is geremixt voor Fire Emblem Fates.
| Fire Emblem if Official Soundtrack nummerlijst | Fire Emblem if Official Soundtrack nummerlijst |
| ---------------------------------------------- | ---------------------------------------------- |
| 1.                                             | Abundant Solace                                |
| 2.                                             | Far Dawn                                       |
| 3.                                             | Far Dawn (Storm)                               |
| 4.                                             | Past Light                                     |
| 5.                                             | Past Light (Storm)                             |
| 6.                                             | Justice RIP                                    |
| 7.                                             | Justice RIP (Storm)                            |
| 8.                                             | Alight                                         |
| 9.                                             | Alight (Storm)                                 |
| 10.                                            | Dusk Comes                                     |
| 11.                                            | Dusk Comes (Fire)                              |
| 12.                                            | Dark Wastes                                    |
| 13.                                            | Dark Wastes (Fire)                             |
| 14.                                            | No Justice                                     |
| 15.                                            | No Justice (Fire)                              |
| 16.                                            | A Dark Fall                                    |
| 17.                                            | A Dark Fall (Fire)                             |
| 18.                                            | Far Away                                       |
| 19.                                            | Far Away (Deeds)                               |
| 20.                                            | Past Below                                     |
| 21.                                            | Past Below (Flow)                              |
| 22.                                            | Woleb Tsap                                     |
| 23.                                            | Woleb Tsap (Flow)                              |
| 24.                                            | Land Below                                     |
| 25.                                            | Land Below (Flow)                              |
| 26.                                            | Glory/Ruin                                     |
| 27.                                            | Glory/Ruin (Deeds)                             |
| 28.                                            | Vanity Judge                                   |
| 29.                                            | Vanity Judge (Roar)                            |
| 30.                                            | Knowledge                                      |
| 31.                                            | Knowledge (Roar)                               |
| 32.                                            | Thorn in You                                   |
| 33.                                            | Thorn in You (Roar)                            |
| 34.                                            | Quiet Burn                                     |
| 35.                                            | Quiet Burn (Roar)                              |
| 36.                                            | Road Taken                                     |
| 37.                                            | Road Taken (Roar)                              |
| 38.                                            | Conquest                                       |
| 39.                                            | Conquest (Ablaze)                              |
| 40.                                            | Rage in the Light                              |
| 41.                                            | Squirm in the Dark                             |
| 42.                                            | Misery in Hand                                 |
| 43.                                            | Condemnation                                   |
| 44.                                            | You of the Light                               |
| 45.                                            | You of the Dark                                |
| 46.                                            | Puppet's Feast                                 |
| 47.                                            | Destiny by Blood                               |
| 48.                                            | Untamed Bandit                                 |
| 49.                                            | Lost King's Supper                             |
| 50.                                            | Fantastical Feast                              |
| 51.                                            | Boundless Terrors                              |
| 52.                                            | End of All (Sky)                               |
| 53.                                            | End of All (Land)                              |
| 54.                                            | End of All (Below)                             |
| 55.                                            | Homesick (Light)                               |
| 56.                                            | Homesick (Dark)                                |
| 57.                                            | Paradise (Light)                               |
| 58.                                            | Paradise (Dark)                                |
| 59.                                            | Guest of Light                                 |
| 60.                                            | Guest of Shade                                 |
| 61.                                            | Pale Star                                      |
| 62.                                            | Dim Moonlight                                  |
| 63.                                            | Lingering Clouds                               |
| 64.                                            | Raging Dark Winds                              |
| 65.                                            | Implore the Dawn                               |
| 66.                                            | Pray to the Dark                               |
| 67.                                            | As All Stars Fall                              |
| 68.                                            | Prelude to Dispute                             |
| 69.                                            | Prelude to Disaster                            |
| 70.                                            | Time of Retribution                            |
| 71.                                            | The Wistful Wilds                              |
| 72.                                            | Shine in the Light                             |
| 73.                                            | Dance in the Dark                              |
| 74.                                            | The Path to You                                |
| 75.                                            | Unfamiliar Streets                             |
| 76.                                            | Light on a Window                              |
| 77.                                            | Pleasure Capital                               |
| 78.                                            | How Can That Be?                               |
| 79.                                            | Advance Confusion                              |
| 80.                                            | The Truth-Teller                               |
| 81.                                            | Flickering Illusion                            |
| 82.                                            | Oblivescence                                   |
| 83.                                            | Vacant Cradle                                  |
| 84.                                            | Obsidian Ruler                                 |
| 85.                                            | The Dim Abyss                                  |
| 86.                                            | True Form of Evil                              |
| 87.                                            | Spreading Shadow                               |
| 88.                                            | What Can You Do?                               |
| 89.                                            | Are You Listening?                             |
| 90.                                            | No Cure For...                                 |
| 91.                                            | Rejoice in Love                                |
| 92.                                            | Petals in the Wind                             |
| 93.                                            | Reminiscence                                   |
| 94.                                            | The Water Maiden                               |
| 95.                                            | Premonition                                    |
| 96.                                            | Return to Elegance                             |
| 97.                                            | In the Stars                                   |
| 98.                                            | Warmth is Gone                                 |
| 99.                                            | New Power                                      |
| 100.                                           | Egdelwonk                                      |
| 101.                                           | Destiny, Help Us                               |
| 102.                                           | Coming Demise                                  |
| 103.                                           | Ember of Hope                                  |
| 104.                                           | Resolve (Light)                                |
| 105.                                           | Resolve (Dark)                                 |
| 106.                                           | Those Who Visit                                |
| 107.                                           | To a Foreign Land                              |
| 108.                                           | Separation                                     |
| 109.                                           | Lament                                         |
| 110.                                           | Advance (Light)                                |
| 111.                                           | Advance (Dark)                                 |
| 112.                                           | Humming/Treasures                              |
| 113.                                           | Valiant Illusion                               |
| 114.                                           | Left to Heaven                                 |
| 115.                                           | Sound of Hammers                               |
| 116.                                           | A Lady's Mirror                                |
| 117.                                           | "Open for Business!"                           |
| 118.                                           | Rest & Indulgence                              |
| 119.                                           | Curious Dining                                 |
| 120.                                           | Watery Music Box                               |

## Ontvangst
| Recensiescore | Recensiescore                                           |
| Publicist     | Score                                                   |
| ------------- | ------------------------------------------------------- |
| Destructoid   | 8.5/10 (Birthright) 9.5/10 (Conquest) 9/10 (Revelation) |
| Eurogamer     | Aanbevolen                                              |
| Game Informer | 9.25/10 (Birthright/Conquest) 8/10 (Revelation)         |
| GameSpot      | 8/10 (Birthright) 7/10 (Conquest) 9/10 (Revelation)     |
| GamesRadar+   | 4/5                                                     |
| IGN           | 9.4/10 (Birthright) 9.5/10 (Conquest/Revelation)        |
| Polygon       | 8.5/10                                                  |

Na de aankondiging van de pre-orders van de speciale editie, waren ze binnen één dag uitverkocht. Nintendo kondigde aan dat er meer exemplaren van de speciale editie kwamen. Van Birthright en Conquest apart zijn er in de eerste week 260.675 exemplaren verkocht, inclusief de speciale editie zijn dit er 303.666.